# Mikhaïl Levaixov
Mikhaïl Levaixov   (Imperi Rus, 1738 - Imperi Rus, 1774) (rus: Михаи́л Дми́триевич Левашо́в), fou un explorador i lloctinent de la Marina Imperial Russa. Després de la tràgica fi de Vitus Bering el 1741, fou el primer en dirigir una expedició a Alaska i les illes Aleutianes.

## Vida
Levaixov hi fou enviat per l'emperatriu Caterina II, com a principal ajudant del líder de l'expedició, Piotr Krenitsin, a explorar l'extrem septentrional de l'oceà Pacífic, i particularment la zona més propera a l'estret de Bering. Levaixov comandà el vaixell St. Paul i Krenitsin el St. Catherine.
Krenitsin i Levaixov van explorar la part oriental de la cadena de les illes Aleutianes fins que va començar el fred, quan decidiren hivernar a l'estret que hi ha entre Unimak i la península d'Alaska. Alguns elements geogràfics de la costa d'Alaska, com les illes Avatanak, Akutan i Tigalda, varen rebre el nom per part de Krenitsin i Levaixov als mapes que es van publicar posteriorment. L'any següent, després de reprendre les seves exploracions, tots dos vaixells hivernaren a Kamtxatka. El 4 de juliol de 1770, quan Krenitsin va morir ofegat al riu Kamtxatka, Levaixov va assumir el comandament de la flota expedicionària russa, i va tornar a Sant Petersburg, on arribà el 22 d'octubre de 1771. Port Levashef, l'indret d'Unalaska, on Levaixov havia hivernat en el seu primer hivern al Pacífic Nord, va ser nomenat en honor seu pel tinent Gavril Sàritxev.